# Piñata (álbum)
Piñata es el segundo LP de Instituto Mexicano del Sonido estrenado en el año 2007 por la discográfica Noiselab . EL álbum contiene muestras de música folk latinoamericana.

## Listado de pistas
| LP  |                                                 |          |  |
| N.º | Título                                          | Duración |  |
| 1.  | «Killer Kumbia»                                 |          |  |
| 2.  | «Escribeme Pronto»                              |          |  |
| 3.  | «El Micrófono»                                  |          |  |
| 4.  | «Para No Vivir Desesperado»                     |          |  |
| 5.  | «La Kebradita»                                  |          |  |
| 6.  | «A Girl Like You»                               |          |  |
| 7.  | «A Todos Ellos»                                 |          |  |
| 8.  | «Hip Hop No Pares»                              |          |  |
| 9.  | «Katia, Tania, Paulina y la Kim»                |          |  |
| 10. | «Belludita»                                     |          |  |
| 11. | «Mi Negra a Bailal»                             |          |  |
| 12. | «La la Meda»                                    |          |  |
| 13. | «La Kebradita»                                  |          |  |
| 14. | «La Paz la Luz»                                 |          |  |
| 15. | «Por mi Raza Hablara el Espíritu» (Bonus track) |          |  |
| 16. | «Big Faint» (ft.Kuase Nada; bonus track)        |          |  |